# Sant Llorenç de Morunys
Sant Llorenç de Morunys är en kommun i Spanien.   Den ligger i provinsen Província de Lleida och regionen Katalonien, i den nordöstra delen av landet, 500 km öster om huvudstaden Madrid. Antalet invånare är 1 038. Arean är 4,3 kvadratkilometer. Sant Llorenç de Morunys gränsar till La Coma i la Pedra, Guixers och Navès. 
Terrängen i Sant Llorenç de Morunys är kuperad åt sydväst, men åt nordost är den platt.